# Anna Louise Beer
Anna Louise Beer (Kabelvåg, 12 de junio de 1924-Oslo, 24 de marzo de 2010) fue una abogada, jueza y activista noruega por los derechos de la mujer. 
Dirigió el Consejo Nacional de Mujeres de Noruega de 1973 a 1979 y participó en la primera Conferencia Mundial sobre la Mujer, celebrada en la Ciudad de México en 1975.

## Carrera jurídica
Estudió derecho en la Universidad de Oslo y se graduó en 1949. Luego trabajó en el Ministerio de Justicia y Policía, fue jueza asistente y fue admitida en el colegio de abogados en 1957. Desde 1964 fue secretaria legal en la Corte Suprema, es decir, asesora legal  de la corte. Desde 1972 fue jueza en el tribunal de sucesiones de Oslo y de 1988 a 1994 presidenta del tribunal. Fue candidata a un escaño en la Corte Suprema en la década de 1970, pero nunca fue nombrada. Publicó varios libros sobre derecho sucesorio.